# Eremik
Eremik (Eremoryzomys) – rodzaj ssaków z podrodziny bawełniaków (Sigmodontinae) w obrębie rodziny chomikowatych (Cricetidae).

## Rozmieszczenie geograficzne
Rodzaj obejmuje gatunki występujące endemicznie w Peru.

## Morfologia
Długość ciała (bez ogona) 120–172 mm, długość ogona 113–212 mm, długość ucha 17–25 mm, długość tylnej stopy 25–33 mm; brak szczegółowych danych dotyczących masy ciała.

## Systematyka
Rodzaj zdefiniował w 2006 roku brazylijsko-amerykański zespół teriologów (Brazylijczycy Marcelo Weksler, Alexandre Reis Percequillo oraz Amerykanin Robert S. Voss) w artykule poświęconym opisowi dziesięciu nowych rodzajów ryżniakopodobnych gryzoni opublikowanym w czasopiśmie American Museum novitates. Gatunkiem typowym jest (oryginalne oznaczenie) eremik szary (E. polius). 

### Etymologia
Eremoryzomys: gr. ερημια erēmia ‘pustynia’; rodzaj Oryzomys S.F. Baird, 1857 (ryżniak).

### Podział systematyczny
Do rodzaju należą następujące gatunki:
| Grafika | Gatunek                 | Autor i rok opisu        | Nazwa zwyczajowa | Podgatunki         | Rozmieszczenie geograficzne                                                                             | Podstawowe wymiary                            | Status IUCN |
| ------- | ----------------------- | ------------------------ | ---------------- | ------------------ | --- | --------------------------------------------- | ----------- |
|         | Eremoryzomys polius     | (Osgood, 1913)           | eremik szarawy   | gatunek monotypowy | znany z kilku miejsc w regionach Amazonas, Cajamarca i La Libertad; zakres wysokości: 780–2205 m n.p.m. | DC: 14–17,2 cm DO: 16,8–21 cm MC: brak danych | DD          |
|         | Eremoryzomys mesocaudis | Uturunco & Pacheco, 2016 |                  | gatunek monotypowy | znany tylko z kilku miejsc w regionie Amazonas; zakres wysokości: 465–860 m n.p.m.                      | DC: 12–14 cm DO: 11,3–14,5 cm MC: brak danych | NE          |

Kategorie IUCN:  DD  – gatunki o nieokreślonym stopniu zagrożenia;  NE  – gatunki niepoddane jeszcze ocenie.